# Redoutable (navio francês de 1791)
O Redoutable foi um navio de linha, de 74 canhões, da Marinha Francesa, um navio da classe de navios de linha Téméraire. Ele é conhecido por seu duelo com o HMS Victory durante a Batalha de Trafalgar e por matar o vice-almirante Horatio Nelson durante a ação.

## Carreira

### Início da carreira
O Redoutable foi estabelecido em Brest em Janeiro de 1790, e lançado com o nome de Suffren em 31 de maio de 1791. Ele foi completado em dezembro de 1792. Sua tripulação participou do motim dos vasos ligados ao esquadrão do vice-almirante Morard de Galles.
Ele foi posteriormente renomeado Redoutable em 20 de maio de 1794. Em março de 1802, o Redoutable foi o navio-almirante de um esquadrão de dois navios de linha e quatro fragatas sob o almirante Bouvet enviado para reforçar Guadalupe em 1802 e Santo Domingo em 1803.
Ele tomou parte da expedição a Irlanda, alcançando a baía de Bantry, onde ele acidentalmente colidiu com o Résolue, destruindo seu gurupés, mastro do traquete, seu mastro principal e o mastro da mezena.

### Batalha de Trafalgar
Na Batalha de Trafalgar, em 21 de Outubro de 1805, o Redoutable foi comandado pelo capitaine de vaisseau (capitão de vaso) Lucas, e veio imediatamente após o navio-almirante Bucentaure na linha francêsa. Ele foi mantido tão próximo do Bucentaure, para proteger sua popa, que ele forçou o HMS Victory a entrar em conflito com ele, caindo ao seu lado, e, eventualmente, disparando contra ele.
Sua tripulação engajou ferozmente o Victory, causando danos consideráveis. A tripulação e os soldados do Redoutable manteve um fogo pesado no tombadilho com granadas de mão e armas de pequeno porte, e um atirador francês feriu mortalmente o Vice-almirante Horatio Nelson a partir da plataforma de combate da mezena. Lucas relatou mais tarde:
uma violenta troca de fogo de armas de pequeno porte seguiu-se (...); nosso fogo tornou-se tão superior que dentro de 15 minutos, tínhamos silenciado o do Victory; (...) seus castelos estavam cobertos com mortos e feridos, e o almirante Nelson foi morto pelos nossos tiros. Quase ao mesmo tempo, os castelos do navio inimigo foram evacuados e o Victory cessou complemtamente   de lutar contra nós; mas abordar nele revelou-se difícil porque(...) de sua terceira bateria elevada. Eu pedi que a suspensão do pátio grande fosse cortada e que fosse carregada para servir como uma ponte.
A tripulação francesa estava prestes a abordar o Victory quando o HMS Temeraire interveio, disparando à queima-roupa sobre a tripulação francesa exposta. Às 1:55, o Redoutable, com o capitão Lucas gravemente ferido, e apenas 99 homens ainda em condições de combate de um todal de de 643(300 mortos e 222 feridos graves), estava essencialmente indefeso. O Fougueux tentou vir em seu auxílio, mas entrou em conflito com o HMS Temeraire. Depois que ficou constatado que ele estava muito danificado para sobreviver depois da batalha, o Redoutable, fazendo água e sem esperança de ser resgatado, baixou sua bandeira se rendendo. O Victory sofreu 160 baixas e o Temeraire, 120. O Redoutable foi capturado pelos britânicos, e afundou durante a tempestade do dia seguinte. Lucas relatou: